# Planta de energía nuclear Palisades

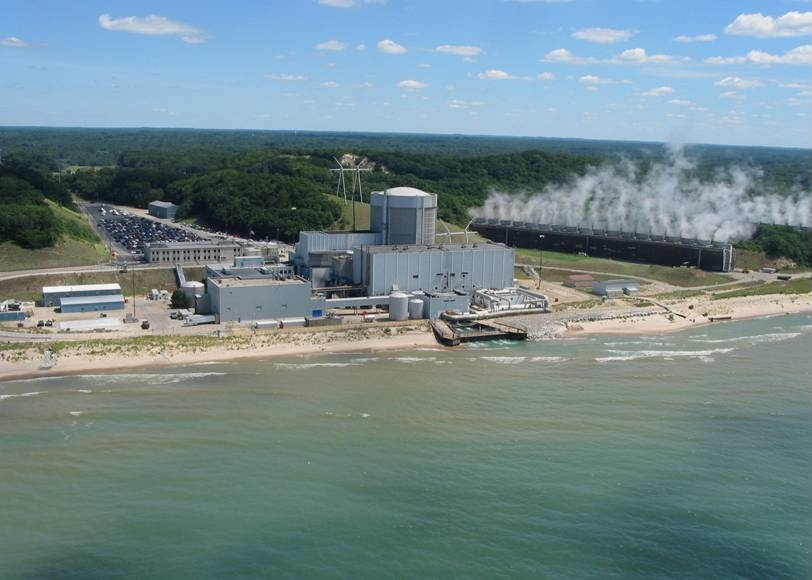
Planta de Energía Nuclear ubicada a orillas del Mar

La planta de energía nuclear Palisades está situada en un emplazamiento de alrededor de 2 km² cerca de South Haven, en el estado de Míchigan, Estados Unidos de América.
Del funcionamiento de Palisades se encarga la Nuclear Management Company y es propiedad de CMS Energy Corporation. 
Palisades generó su primera electricidad el 31 de diciembre de 1971. Su único reactor de agua presurizada Combustion Engineering es capaz de generar 798 megavatios de electricidad –el 18% de la total capacidad eléctrica de Consumers Energy. Las paredes del vaso del reactor están construidas con acero de 8,5 pulgadas de grosor. El vaso pesa 425 toneladas.
El 12 de diciembre de 2005 se anunció que la planta sería puesta a la venta mediante subasta.
El actual permiso de la planta vence el 24 de marzo de 2011. En 2005 se presentó una petición para una prórroga de 20 años en la Nuclear Regulatory Commission.

## Almacenaje del combustible gastado
Las barras de combustible gastadas están almacenadas fuera en cascos de 36 dm de alto, cada una contiene 30 t, y descansan sobre una base de cemento. Esta es una solución temporal hasta que se abra el repositorio de combustible gastado de Yucca Mountain.

## Sustitución de elementos
Dos generadores de vapor defectuosos fueron sustituidos en 1992. Esto supuso el cortar una abertura de 62 × 58 dm a través de la pared de cemento reforzado de un grosor de 8 dm .  Las unidades retiradas están enterradas un gran búnker de cemento en la propiedad de la planta.
Estaba previsto que para el otoño de 2007, la cabeza del vaso del reactor debía ser sustituido. Babcock & Wilcox Canada comenzó a fabricar la nueva cabeza del reactor en 2005;  pero el proyecto se cancela con 2/3 partes completada. Esa cabeza y otros componentes están en 2008, almacenados en la Westinghouse.  No hay planes de reemplazar la cabeza del reactor.